# Huile de cumin noir

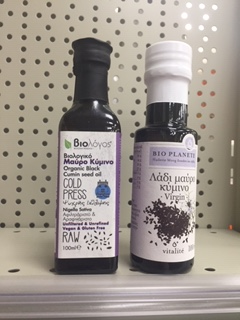
Huile de cumin noir, de Grèce (à gauche) et d'Égypte (à droite)

L'huile de cumin noir, ou couramment huile de nigelle, est une huile végétale destinée à la cosmétique, pressée à partir de graines du cumin noir (nigelle). L'huile de cumin noir est reconnue pour ses nombreuses vertus cosmétologiques.

## Composition
| Composé                             | Famille d'acide gras | Teneur (en g pour 100 g) |
| ----------------------------------- | -------------------- | ------------------------ |
| Acide palmitique (saturé)           |                      | 17,2 - 18,4              |
| Acide stéarique (saturé)            |                      | 2,84-3,69                |
| Acide oléique (mono-insaturé)       | ω-9                  | 23,7-25                  |
| Acide palmitoléique (mono-insaturé) | ω-7                  | 0,78-1,15                |
| Acide linoléique (poly-insaturé)    | ω-6                  | 49-50,31                 |
| Acides gras trans                   |                      | -                        |
| Total acides gras saturés           |                      | 11,56                    |
| Total acides gras mono-insaturés    |                      | 70,55                    |
| Total acides gras poly-insaturés    |                      | 13,486                   |
| Vitamine E                          |                      | 0,01685                  |
| Vitamine K                          |                      | -                        |

## Propriétés

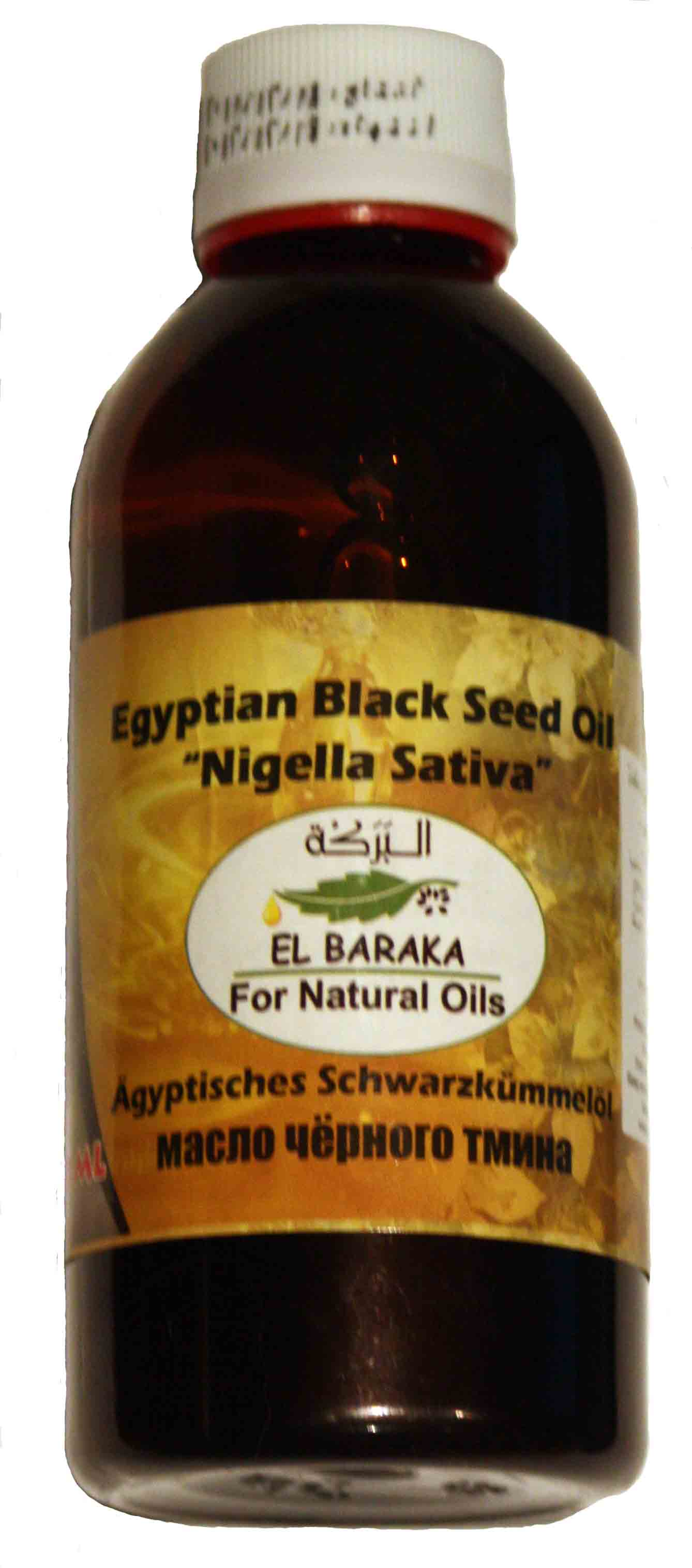
Flacon d'huile de nigelle d'Égypte

L'huile végétale de nigelle possède des vertus reconnues depuis la plus haute antiquité.  

### Thérapeutiques
C'est une plante médicinale réputée avoir des vertus calmantes, régénérantes et vitalisantes, dès le temps des pharaons ; Hippocrate utilise la mélanthium dans ses préparations ; Pline indique qu'elle guérirait les fluxions nasales ou les maux de tête, et rappelle que prise à trop forte dose, elle est un poison ; elle serait, selon Mahomet le prophète de l'islam, le « remède contre tout sauf la mort » ; Avicenne la recommande pour traiter les verrues, le vitiligo ou en cas de grippe. 
Elle est extraite des graines citées et de qualité exceptionnelle pour ses vertus olfactives aromatiques à la fois épicées et piquantes très caractéristiques, ainsi que sa richesse en actifs (vitamine E, nigelline, nigellone, caroténoïdes, minéraux) et notamment en huile essentielle, ce qui lui confère de nombreuses qualités : digestive, hypoglycémiante, anti-asthmatique, immunostimulante (renforce les défenses immunitaires). Elle est aussi réputée pour son utilisation dans les problèmes cutanés : antiseptique, anti-inflammatoire, anti-mycosique (lutte contre les champignons), antibiotique naturel et anti-allergique. 

## Utilisations cosmétiques
L'huile de Nigelle s'utilise pour de nombreux soins médicaux et cosmétiques comme les peaux à problèmes : acné, furoncles ; son activité purifiante prévient la formation des petits boutons.
- Psoriasis, eczéma allergique.
- Soins des mycoses cutanées.
- Soulage les articulations.
- Soin anti-âge pour toutes les peaux, en particulier pour les peaux sèches et sensibles[1].